# Kanton Saint-Estève
Kanton Saint-Estève (fr. Canton de Saint-Estève) je francouzský kanton v departementu Pyrénées-Orientales v regionu Languedoc-Roussillon. Skládá se z pěti obcí.

## Obce kantonu
- Baho
- Baixas
- Calce
- Saint-Estève
- Villeneuve-la-Rivière